# Kudi Chin
Kudi Chin o Kadi Chin (กะดีจีน) è un quartiere storico di Bangkok, che si trova nel distretto di Thon Buri, sulla riva occidentale del fiume Chao Phraya.

## Storia
Il quartiere risale al periodo del regno di Ayutthaya e racchiude comunità di fedi diverse che vivono nelle immediate vicinanze. È inoltre noto per la storica comunità portoghese, il cui insediamento risale al 1767 quando arrivarono da Ayutthaya.
Il simbolo della comunità portoghese è il gallo che deriva dal gallo di Barcelos, emblema nazionale del Portogallo.
Il nome del quartiere Kudi Chin significa "abitazione del monaco cinese" e si riferisce alla chiesa di Santa Croce fatta costruire dalla comunità portoghese nel 1769. Tuttavia potrebbe anche riferirsi al tempio cinese che sorgeva sul Chao Phraya e che in seguito è stato ricostruito come il santuario di Kuan An Keng.
Dal 2008 si sono fatti notevoli sforzi per la conservazione e rivitalizzazione del quartiere che l'hanno reso una destinazione turistica culturale.